# 布赖恩·奥维多
布赖恩·奥维多（西班牙語：Bryan Oviedo，1990年2月18日—），哥斯达黎加男子足球运动员，司职后卫。他曾代表哥斯达黎加国家队参加2018年和2022年国际足联世界杯，两届比赛均止步小组赛阶段。